# Bergamasker Hirtenhund
Der Bergamasker Hirtenhund (Cane da pastore Bergamasco) ist eine von der FCI anerkannte italienische Hunderasse (FCI-Gruppe 1, Sektion 1, Standard Nr. 194).

## Herkunft und Geschichtliches
Die italienischen Hirtenhunde sind vermutlich Nachkommen der persischen Schäferhunde. Der Bergamasker Hirtenhund und der Maremmaner Hirtenhund (Maremmano) sind die in Italien verbreitetsten und ältesten Hirtenhunde. 1898 wurde in Italien das erste Zuchtbuch begonnen.

## Beschreibung
Dieser intelligente, unerschrockene Hund ist mittelgroß und von rustikalem Aussehen. Charakteristisch ist die üppige und zottelige, verfilzte Behaarung im hinteren Bereich, die so einen natürlichen Schutz bildet. Die Farbe ist grau in allen Schattierungen, blue-merle, also grau-schwarz gefleckt, isabella, auch ganz schwarz ist möglich, weiße Abzeichen sind erlaubt. Hündinnen werden bis 58 cm groß und bis 32 kg schwer, Rüden bis 62 cm bei bis zu 38 kg. Alles in allem ist der Bergamasco ein wohl proportionierter Hund, kräftig gebaut; die Widerristhöhe (Schulterhöhe) entspricht der Körperlänge, der Hund erscheint quadratisch. Der Kopf ist groß, darf aber nicht plump wirken, die Ohren sind dünn, hängend und sollten etwa halbe Kopflänge haben. Die Farbe der Augen sollte zum Fell passen, je nach Fellfarbe können sie mehr oder weniger dunkel sein. Eine über den Rücken gerollte Rute ist unerwünscht, sie sollte in Ruhe bis zum Sprunggelenk herabhängen und in Erregung sichelartig hochgeschwungen getragen werden, bedeckt ist sie mit ziegenartigem Haar, kürzere Ruten werden vorgezogen.

## Pflege

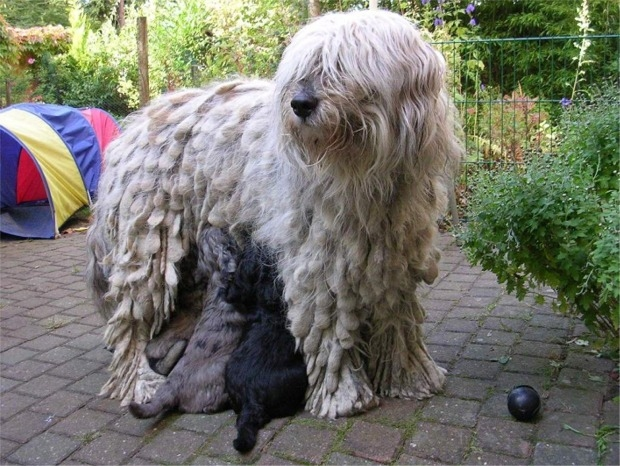
Bergamasker mit Welpen

Um das typische Aussehen zu bekommen, ist eine herkömmliche Fellpflege unnötig. Im zweiten Lebensjahr verfilzen Ober- und Unterwolle, später bekommen sie die typischen Zotteln.
Im Kopf und Nackenbereich sollte das Fell nicht verfilzen – der italienische Fachbegriff für diese unterschiedlichen Fellbereiche ist „Doppio Pelo“. Am Bauch wird das Fell praktischerweise ganz kurz gehalten, so dass die Zotteln quasi wie ein Umhang getragen werden.

## Verwendung
Der Bergamasker ist ursprünglich ein vielseitiger Hirtenhund, der sowohl zum Treiben und Führen als auch als Herdenschutzhund für Gebirgsherden verwendet wurde. Heute wird er als Familienhund immer beliebter – auch für Dogdancing, Mantrailing und Agility ist er zu begeistern. Neben der ursprünglichen Hütearbeit in den Alpen werden Bergamasker beispielsweise auch als Therapiehunde in Altersheim und Kinderhort eingesetzt.